# Kiran Rao
Kiran Rao (en telugu: కిరణ్ రావు, en hindi: किरण राव; Hyderabad, Telangana, 7 de novembre de 1973) és una guionista, realitzadora i productora índia. Personalitat prominent del cinema hindi, va cofundar el 2016 la Fundació Paani, una organització sense ànim de lucre dedicada a la lluita contra la sequera a la regió de Maharashtra.
Casada durant 15 anys amb Aamir Khan, un dels actors més famosos de l'Índia, van divorciar al començament del mes de juliol del 2021. És cosina de la famosa actriu Aditi Rao Hydari.

## Filmografia

### Com a directora
- Dhobi Ghat (2011)

### Com a productora
- Jaane Tu... Ya Jaane Na (2008) (productora associada)
- Peepli Live (2010)
- Dhobi Ghat (2011)
- Delhi Belly (2011)
- Talaash (2012)
- Dangal (2016)
- Secret Superstar (2017)
- Rubaru Roshni (2019) (documental per a la televisió)

### Com a presentadora
- Ship of Theseus (2013)